# دخمه هدر
دخمه هدر مربوط به دوره مادها است و در ۲۸ کیلومتری غرب سلماس واقع شده و این اثر در تاریخ ۱ فروردین ۱۳۴۷ با شمارهٔ ثبت ۸۰۶ به‌عنوان یکی از آثار ملی ایران به ثبت رسیده است.